# Trina Jackson
Trina Jackson (Estados Unidos, 16 de febrero de 1977) es una nadadora estadounidense retirada especializada en pruebas de estilo libre, donde consiguió ser campeona olímpica en 1996 en los 4x200 metros.

## Carrera deportiva
En los Juegos Olímpicos de Atlanta 1996 ganó la medalla de oro en los relevos de 4x200 metros estilo libre, con un tiempo de 7:59.87 segundos, por delante de Alemania y Australia (bronce).